# Kazimierz Czetowicz
Kazimierz Czetowicz (ur. 11 marca 1910 w Wilnie, zm. 25 stycznia 1983 w Londynie) – podpułkownik dyplomowany pilot, dowódca dywizjonu 304, kawaler Virtuti Militari, odznaczony Distinguished Flying Cross.

## Życiorys
W 1929 r. rozpoczął naukę w Centrum Wyszkolenia Oficerów Lotnictwa w Dęblinie. Po odbyciu szkolenia zdecydował się na zawodową służbę wojskową i 19 maja 1931 r. został skierowany na dalsze szkolenie lotnicze w Centralnej Szkole Podoficerów Pilotów Lotnictwa w Bydgoszczy.
Po ukończeniu szkolenia otrzymał przydział do 61. eskadry liniowej. Rok później ukończył kurs wyższego pilotażu w Grudziądzu, następnie uzupełniał wykształcenie w Szkole Podchorążych dla podoficerów w Bydgoszczy. Promocję na stopień podporucznika otrzymał w 1935 r. z drugą lokatą i został przydzielony do służby w 2. pułku lotniczym. Służył w 21. eskadrze liniowej, od listopada 1936 r. w pułkowej eskadrze treningowej, a od maja 1938 r. w 22. eskadrze liniowej. 19 marca 1939 r. otrzymał awans na stopień porucznika z jedenastą lokatą.
Podczas kampanii wrześniowej walczył jako pilot w składzie 22. eskadry bombowej lekkiej. 3 września brał udział w ataku na niemieckie kolumny pancerne w rejonie Radomska. 5 września rozpoznawał rejon Opoczno – Końskie i Radom, podczas tego lotu ustalono kierunki ruchu kolumn Wehrmachtu. 8 września wziął udział w ataku na niemieckie oddziały w rejonie Sokołów Podlaski – Ceranów. Podczas dolotu nad cel bezskuteczne zaatakował niemiecki bombowiec Dornier Do 17.
Po agresji ZSRR na Polskę został ewakuowany do Rumunii, skąd przedostał się do Francji. Został skierowany do Rennes, gdzie pełnił funkcję instruktora pilotażu. Po upadku Francji czekała go kolejna ewakuacja, tym razem do Wielkiej Brytanii. Zgłosił się do służby w Polskich Sił Powietrznych, otrzymał numer służbowy RAF P-0005.
Przeszedł przeszkolenie na sprzęcie brytyjskim i 23 listopada 1940 r. został przydzielony do dywizjonu 304. W nocy z 24 na 25 kwietnia 1941 r. wziął udział w pierwszej misji bojowej dywizjonu. Jego celem były zbiorniki paliwa w rejonie Vlaardingen. Pomimo trudnych warunków atmosferycznych pilot odnalazł cel i skutecznie go zbombardował. Również w nocy z 6 na 7 maja był jednym z dwóch pilotów dywizjonu, którzy odnaleźli cel w porcie Hawr. W nocy z 2 na 3 czerwca atakował cele na terenie Zagłębia Ruhry, w trakcie tego lotu jego Vickers Wellington został lekko uszkodzony ogniem artylerii przeciwlotniczej. Również w nocy z 24 na 25 czerwca, podczas nalotu na Kolonię, powrócił do bazy na uszkodzonej maszynie.
Szczęście nie opuszczało go w dalszych lotach. W nocy z 20 na 21 października bombardował Emden. Nad celem jego samolot został uszkodzony, zatrzymał się jeden silnik. Pomimo tego Czetowicz doprowadził maszynę na macierzyste lotnisko. 11 listopada 1941 r. objął stanowisko dowódcy eskadry „B”. W nocy z 23 na 24 kwietnia 1942 r. jego Wellington (NZ-S R1697) został przechwycony przez niemiecki nocny myśliwiec Messerschmitt Bf 110 nad Rostokiem. W czasie walki maszyna została poważnie uszkodzona, Czetowicz i strzelec Stanisław Apanasik odnieśli rany. Drugi pilot doprowadził samolot do Wielkiej Brytanii, ranni trafili do szpitala. Przebieg całego zdarzenia, z uwypukleniem roli pilotów bombowca, został przedstawiony w dzienniku rozkazów Bomber Command.
27 lipca 1942 r. tymczasowo objął obowiązki dowódcy dywizjonu, oficjalne objęcie tej funkcji nastąpiło 16 sierpnia. Stanowisko dowódcy zdał 28 stycznia 1943 r. 15 kwietnia został skierowany do Wyższej Szkoły Lotniczej, którą ukończył w ramach IV kursu. Od 16 stycznia 1944 r. pełnił funkcję kierownika referatu operacyjnego w Wydziale Studiów Operacyjnych Inspektoratu Lotnictwa, a następnie Dowództwa PSP.
Po zakończeniu II wojny światowej nie zdecydował się na powrót do Polski. Przystąpił do Polskiego Korpusu Przysposobienia i Rozmieszczenia i pozostał na emigracji w Wielkiej Brytanii. 18 maja 1956 uzyskał obywatelstwo brytyjskie i zmienił nazwisko na Kenneth Kazimierz Czetowicz Cunningham. Mieszkał w Londynie przy 36 Church Crescent, w dzielnicy Muswell Hill.

## Ordery i odznaczenia
Za swoją służbę otrzymał odznaczenia:
- Krzyż Srebrny Virtuti Militari nr 9191,
- Krzyż Walecznych – czterokrotnie,
- Medal Lotniczy,
- Polowy Znak Pilota,
- Odznaka za Rany i Kontuzje,
- Distinguished Flying Cross.